# Eusapromyza martineki
Eusapromyza martineki är en tvåvingeart som beskrevs av Shatalkin 1999. Eusapromyza martineki ingår i släktet Eusapromyza och familjen lövflugor.
Artens utbredningsområde är Iran. Inga underarter finns listade i Catalogue of Life.